# Synode van Frankfurt

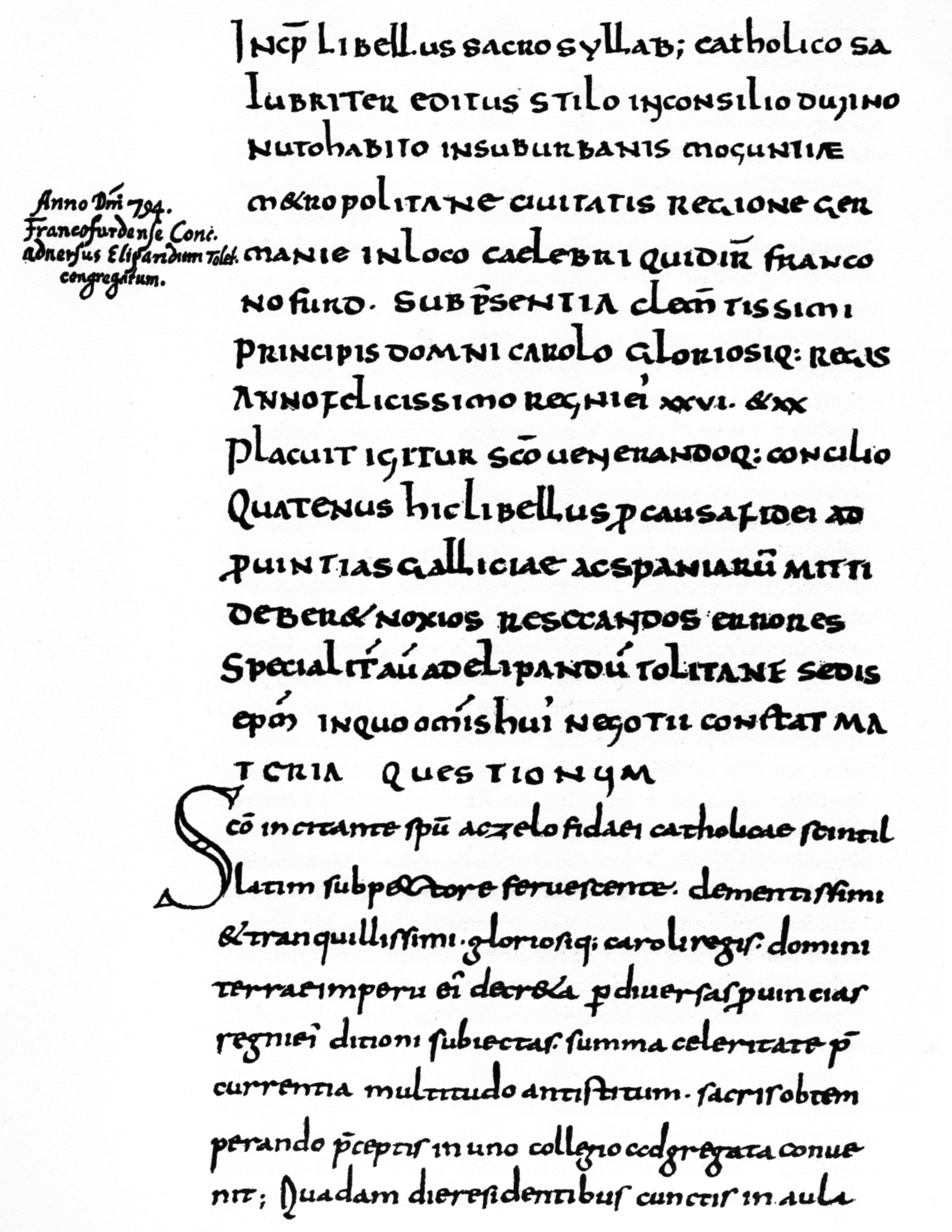
Vermelding van Frankfurt als Franconofurd in een oorkonde van Karel de Grote in het jaar.

De Synode van Frankfurt was een synode, die in 794 bijeen werd geroepen door Karel de Grote. Hier kwamen onder zijn leiding en die van twee pauselijke legaten de bisschoppen uit zijn rijk samen.
De synode hield zich bezig met de strijd over het iconoclasme in het Byzantijnse Rijk. Zij wees uitdrukkelijk de verering van beelden af. Tevens sprak zij zich uit tegen het adoptianisme zoals dat in de in Toledo gebruikte doopformule geleerd werd.
De synode was ook het Frankische antwoord op het Tweede Concilie van Nicea, dat door de Byzantijnse keizerin Irene werd georganiseerd en dat zich onder andere met de Byzantijnse beeldenstrijd had beziggehouden. Omdat in Niceae geen vertegenwoordigers van de Frankische kerk waren uitgenodigd, zag Karel de Grote zich genoodzaakt om een alternatieve synode te organiseren. Hij kon het immers niet laten passeren om als machtigste heerser van het Westen en de facto macht achter de paus als een onbelangrijke barbaarse koning te worden genegeerd.
De synode is tevens de eerste keer dat de plaats Frankfurt am Main vermeld wordt.

## Deelnemers
Onder de deelnemers aan de synode van Frankfurt waren onder andere Paulinus II, de patriarch van Aquileia, Petrus, aartsbisschop van Milaan, de benedictijnerabt Benedictus van Aniane, Karolingische hervormers, de abt Smaragdus van Saint-Mihiel alsook meerdere bisschoppen uit Engeland, Gallië en Aquitaine, de Spaanse Mark, het  graafschap Rosselló en uit de zuidelijke Languedoc. Als vertegenwoordigers van paus Hadrianus I en drager van diens epistula dogmatica namen Theophylact en Stefanus van Rome deel. de Franse kerkhistoricus Emile Amann rekent de synode van Frankfurt tot de cruciaalste kerkvergadering van de universele Kerk"..

## Onderwerpen en resultaten van de synode
De onderwerpen en agendapunten van de Synode van Frankfurt worden geordend in een totaal van 56 "hoofdstukken" genoemde punten van verschillende theologische, politieke en juridische aard. Daarvan wordt in het historisch onderzoek de grootste historische betekenis toegekend aan de eerste vijf punten van deze "agenda":
1. Overleg over de uit Hispania afkomstige christologische leer van het adoptianisme. De synode veroordeelde deze geloofsrichting unaniem als ketterij. De grote voorvechters van het adoptianisme waren de toenmalige bisschop van Toledo en primaat van Hispania, Elipandus van Toledo (717 - ca. 800)[4] en de Catalonische bisschop Felix van Urgell (ook Félix de Urgel of Felix D'Urgell). Deze laatste van 783 tot 792 en op  nieuw van 798-799 bisschop van het bisdom van La Seu d'Urgell.[3][5] Zowel Elipandus en Felix van Urgell waren tijdens de Synode van Regensburg in 792 al voor deze door Karolingers als dwaalleer geclassificeerde geloofsrichting veroordeeld. Dit had hen er echter niet toe gebracht om hun adaptianische overtuigingen te verlaten.[4] In haar besluit beriep de synode van 794 zich op de beslissingen van eerdere concilies, met name op die van de Christusconcilie van Chalcedon, dat al in het jaar 451 in de traditie van de kerkvaders de "zuivere leer van de Godmenselijkheid van de Verlosser" had vertegenwoordigd[1] In de nasleep van de veroordeling van Adoptianisme kwam het ook tot de toevoeging van het Filioque in de geloofsbelijdenis[6]
2. Bepaling van de eigen positie ten opzichte van de Byzantijnse beeldenstrijd.[3] De besluiten van het Tweede Concilie van Nicea hadden tot de bijlegging van de iconoclastische controverse tussen de paus en de Byzantijnse keizer geleid. De resultaten van de synode van Frankfurt waren echter een afwijzing van de beslissingen in Nicea, dit hoewel Karel, net als voordien Byzantium in de besluiten van de synode van Nicea, de verering van iconen uitdrukkelijk wilde toestaan. De Frankische afwijzing was gebaseerd op het verlies van prestige, dat Karel had geleden, omdat hij niet voor het Tweede Concilie van Nicea was uitgenodigd en hij daarom dit concilie niet als oecumenisch erkende. Met betrekking tot het thema beeldenverering lag een nota voor, die in opdracht van Karel de Grote eerder door Frankische theologen was opgesteld, de Libri Carolini. Aangezien de paus bij zijn beslissing tussen de posities van het Byzantijnse- en het Frankische Rijk moest schipperen, nam hij de beslissingen van de Tweede Synode van Nicea over, maar alleen met de nodige voorbehouden. In de samenvattende capitularia van de synode van Frankfurt wordt de afwijzing van de beeldenaanbidding als "volledig" en "unaniem" geformuleerd.[5].
3. De definitieve val van Tassilo III, de laatste Agilolfingische hertog van Beieren. De hertog had in het jaar 783 geweigerd om Karel de Grote bij te staan in zijn campagne tegen Aquitanië en was in 787 niet op de rijksdag in Worms verschenen[7]. Tassilo werd voor deze ernstige feiten in 788 op het volgende rijksdag in Ingelheim aan de Rijn door Karel de Grote eerst ter dood veroordeeld. Later kreeg hij gratie en werd hij verbannen naar een klooster. Hij moest uit zijn ballingsoord in de West-Frankische abdij van Jumièges naar Frankfurt reizen om daar voor de synode van 794 te verschijnen; daar moest hij opnieuw om genade vragen.[8] De afgezette hertog vroeg Karel om vergeving voor zijn vroegere oppositie tegen hem en voor zijn verbond met de  Langobarden. Tassilo zag verder af van al zijn heerschapsrechten alsook van al zijn bezit en werd teruggestuurd naar zijn  monastieke ballingsoord, waar hij in 796 stierf.[3] Zijn vernedering op de synode van 794 bezegelde de Karolingische heerschappij over het hertogdom Beieren
4. Het vaststellen van de prijs voor granen en brood in het Frankische Rijk met als doel om te hoge prijzen te beperken. Dit capitularium benadrukt de verantwoordelijkheid van alle leenheren er voor te zorgen dat de van hun afhankelijken geen honger hoeven te lijden.[3][5]
5. Edict over de kort daarvoor doorgevoerde Karolingische munthervorming. Dit capitularium schrijft deze munthervorming als bindend voor. Uit de verslagen van de synode van Frankfurt (vgl. MGH, Cap. I, blz. 74, Synodus  Franconofurtensis) valt af te leiden dat overal in het Frankische nieuwe zilveren denarius met het monogram van Karel de Grote geslagen moesten worden. Daarom dateert men de Karolingische munthervorming en het ontstaan van het het Karelsponden in de jaren 793 en 794.

## Enige achtergronden
- De synode vond plaats in een 7e-eeuwse voorloper van de koninklijke palts Frankfurt op de zogenaamde "domheuvel". Deze palts werd in het verleden vaak aan Karel de Grote toegeschreven, maar werd pas rond 822 tijdens het bewind van diens zoon, Lodewijk de Vrome, gebouwd. Dit bezoek van Karel de Grote aan  Franconofurd was de aanleiding voor de eerste officiële vermelding van deze stad - in een koninklijke oorkonde over de synode van 22 februari 794[9] voor de Regensburgse abdij van Sankt Emmeram. In dit in het Latijn geschreven document staat: "[...] actum super fluvium Moin in loco nuncupante Franconofurd" - "indien (uitgegeven) aan de rivier de Main in een plaats die Frankfurt wordt genoemd."
- Karel de Grote hield zich in totaal ongeveer zeven maanden in Frankfurt am Main op. Hij gebruikte zijn verblijf voor het spreken van recht, verder liet hij theologische richtlijnen alsook oorkonden uitvaardigen en vierde er het Paasfeest.[10]
- Terwijl zij in Frankfurt verbleef, overleed op 10 augustus 794 Fastrada, de vierde vrouw van Karel de Grote. Zij werd bijgezet in de Sint Albanusabdij in Magontia, het latere Mainz.[10]